# União das Freguesias de Carva e Vilares
Die União das Freguesias de Carva e Vilares ist eine portugiesische Gemeinde (Freguesia) im Kreis (Concelho) Murça im Norden Portugals.

## Geschichte
Die Gemeinde entstand im Zuge der Gebietsreform vom 29. September 2013 durch die Zusammenlegung der ehemaligen Gemeinden Carva und Vilares.
Vilares wurde Sitz der neuen Verwaltung.

## Demographie
| Freguesia | Freguesia       | Freguesia | Freguesia       | ehemalige Freguesias | ehemalige Freguesias | ehemalige Freguesias | ehemalige Freguesias |
| --------- | --------------- | --------- | --------------- | -------------------- | -------------------- | -------------------- | -------------------- |
| Wappen    | Freguesia       | Einwohner | Fläche in (km²) | Wappen               | Freguesia            | Einwohner            | Fläche in (km²)      |
|           | Carva e Vilares | 432       | 29,3            |                      | Carva                | 269                  | 15,23                |
|           | Carva e Vilares | 432       | 29,3            | Vilares              | 203                  | 14,07                |                      |